# Holtorf (Nienburg)
Holtorf ist ein Stadtteil der Stadt Nienburg/Weser im niedersächsischen Landkreis Nienburg/Weser.

## Geografie
Holtorf liegt 3,5 km nördlich vom Stadtkern Nienburg entfernt. Nördlich in 1,5 km und westlich in 2 km Entfernung zum Ort fließt die Weser.
Nachbarorte sind – von Norden aus im Uhrzeigersinn – Rohrsen, Heemsen, Erichshagen-Wölpe, Nienburg (Kernbereich) und Drakenburg.

## Geschichte
Die erste urkundlich belegte Erwähnung findet die Ansiedlung Holtorf im Jahr 1096. Das landwirtschaftlich geprägte Kirchdorf war zeitweilig Sitz einer Superintendentur. Gegen Ende des 19. Jahrhunderts entstand nach Rodung eines Waldstücks südwestlich der Ortslage die Glasfabrik Wilhelmshütte. Die Einwohnerzahl stieg daraufhin an und Holtorf erlangte durch die Glasindustrie und die mit ihr verbundenen Handwerks- und Handelsbetriebe zu gewissem Wohlstand.
Seit dem 1. März 1974 ist Holtorf eine Ortschaft der Stadt Nienburg/Weser.

## Politik

### Ortsrat
Holtorf hat einen eigenen Ortsrat mit 9 Ortsratsmitgliedern. Die Ratsmitglieder werden durch eine Kommunalwahl für jeweils fünf Jahre gewählt.
Bei der Kommunalwahl 2021 ergab sich folgende Sitzverteilung:
| Ortsrat 2021Insgesamt 9 Sitze - SPD: 5 - Grüne: 1 - WG: 1 - CDU: 2 |

### Ortsbürgermeisterin
Ortsbürgermeisterin ist Cornelia Feske.

### Wappen
Holtorf verfügt über ein eigenes Wappen.

## Kultur und Sehenswürdigkeiten

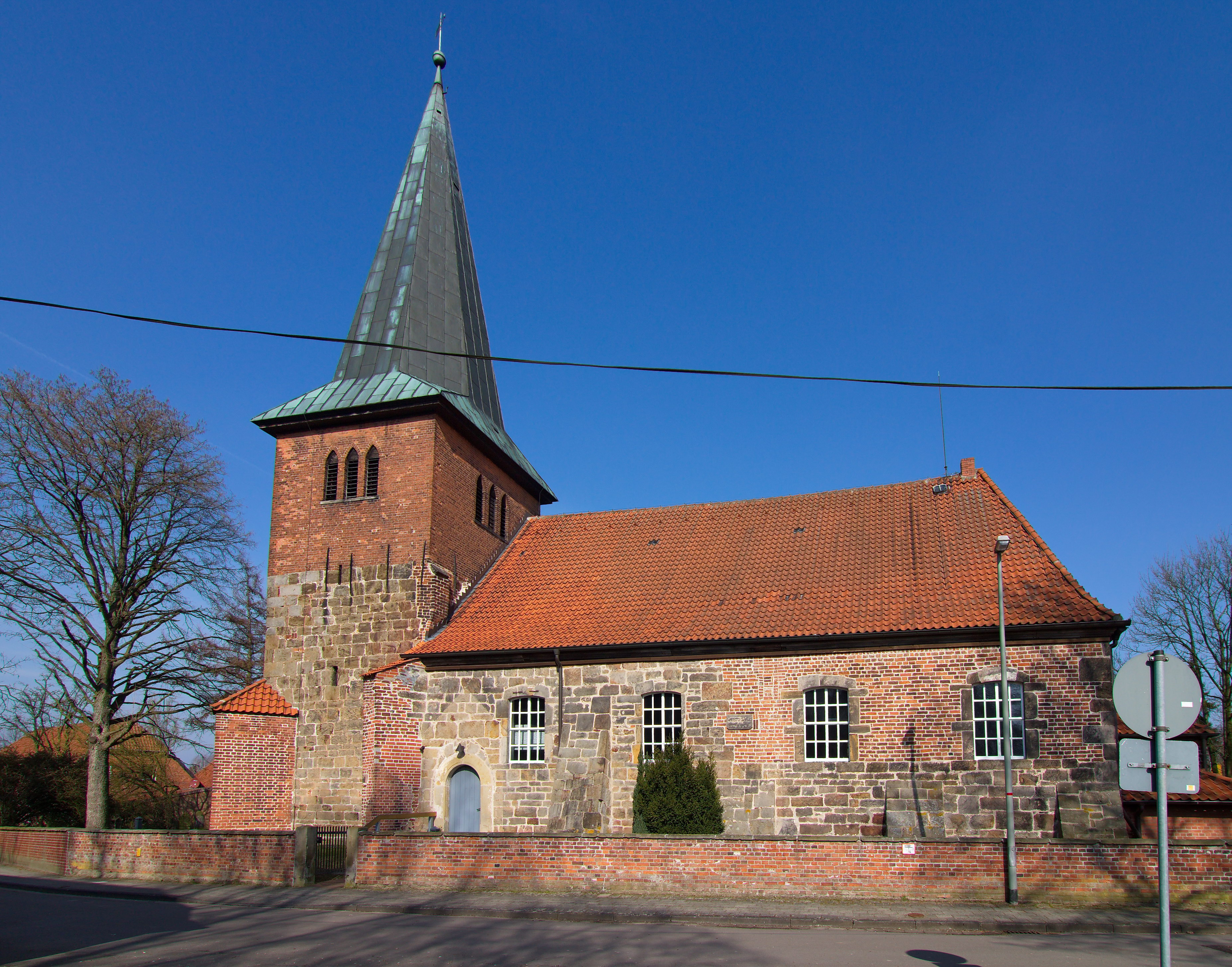
St.Martin-Kirche

### Bauwerke
- Vogelers Haus ist ein 1803 in Fachwerktechnik errichtetes Bauernhaus, welches detailgetreu restauriert und seither in der Ortschaft als Veranstaltungszentrum genutzt wird. Hier ist heute auch der Sitz des Heimatvereins Holtorf, der wesentlich an der Restauration mitgewirkt hat.[3]
- Die Pfarrkirche St. Martin der evangelischen Kirchgemeinde Holtorf wurde 1096 erstmals erwähnt. In mehreren Bauphasen entstand die heutige, im Kern mittelalterliche Kirche. Die über der Südtür eingemeißelte Jahreszahl 1580 bezieht sich auf einen Umbau. Das romanische Taufbecken wurde 2008 restauriert,[4] ein Altarentwurf von André Alder blieb unausgeführt.[5]

### Grünflächen und Naherholung
- Freibad Holtorf

### Sport
- Bogenschützen Holtorf
- Holtorfer SV
- Holtorfer Treckerfreunde
- Holtorfer Schießsport und Schützenfestverein e. V.
- FC Holtorf e. V.
- Verein zur Förderung und Erhaltung des Freibades am Dobben

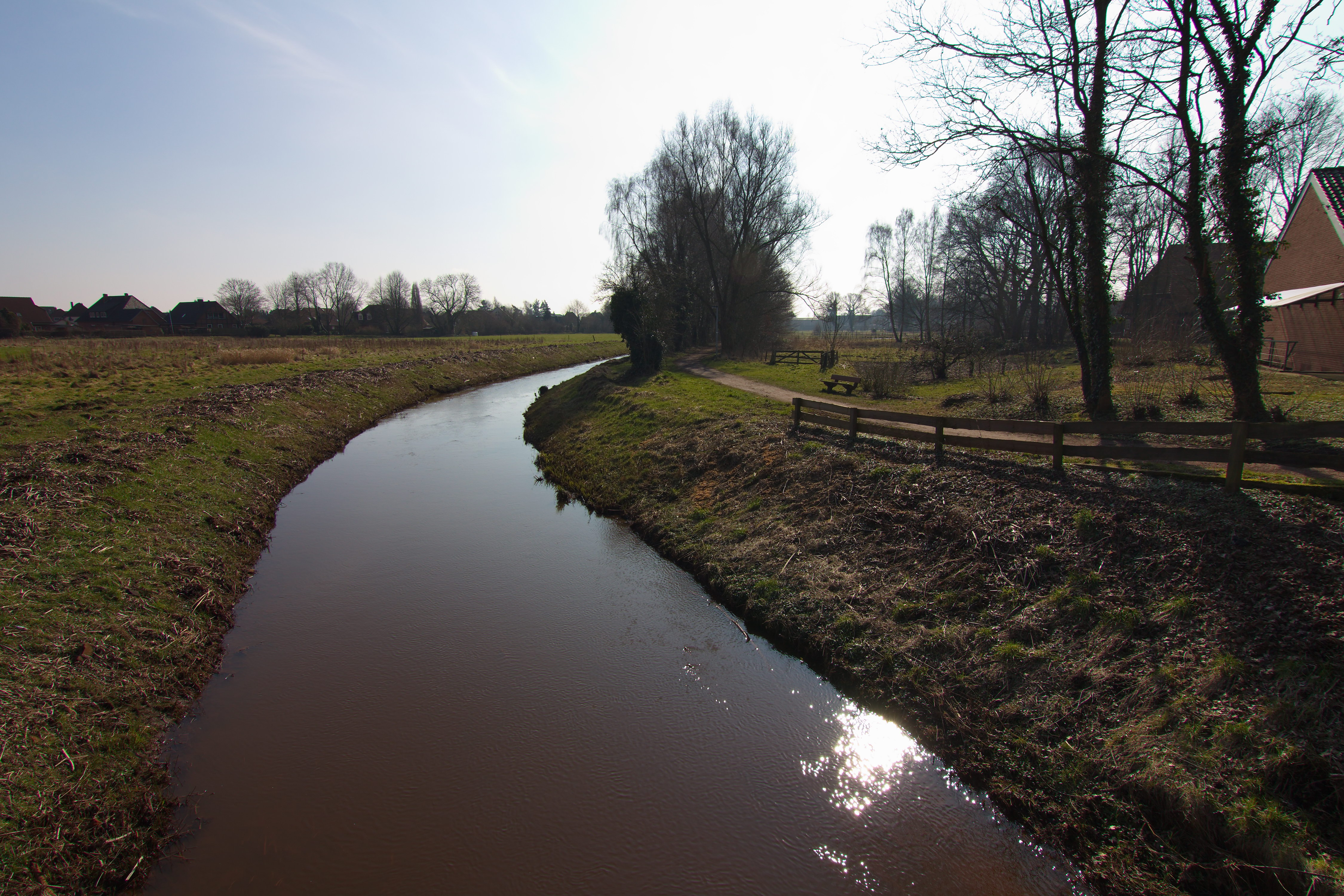
Führser Mühlbach
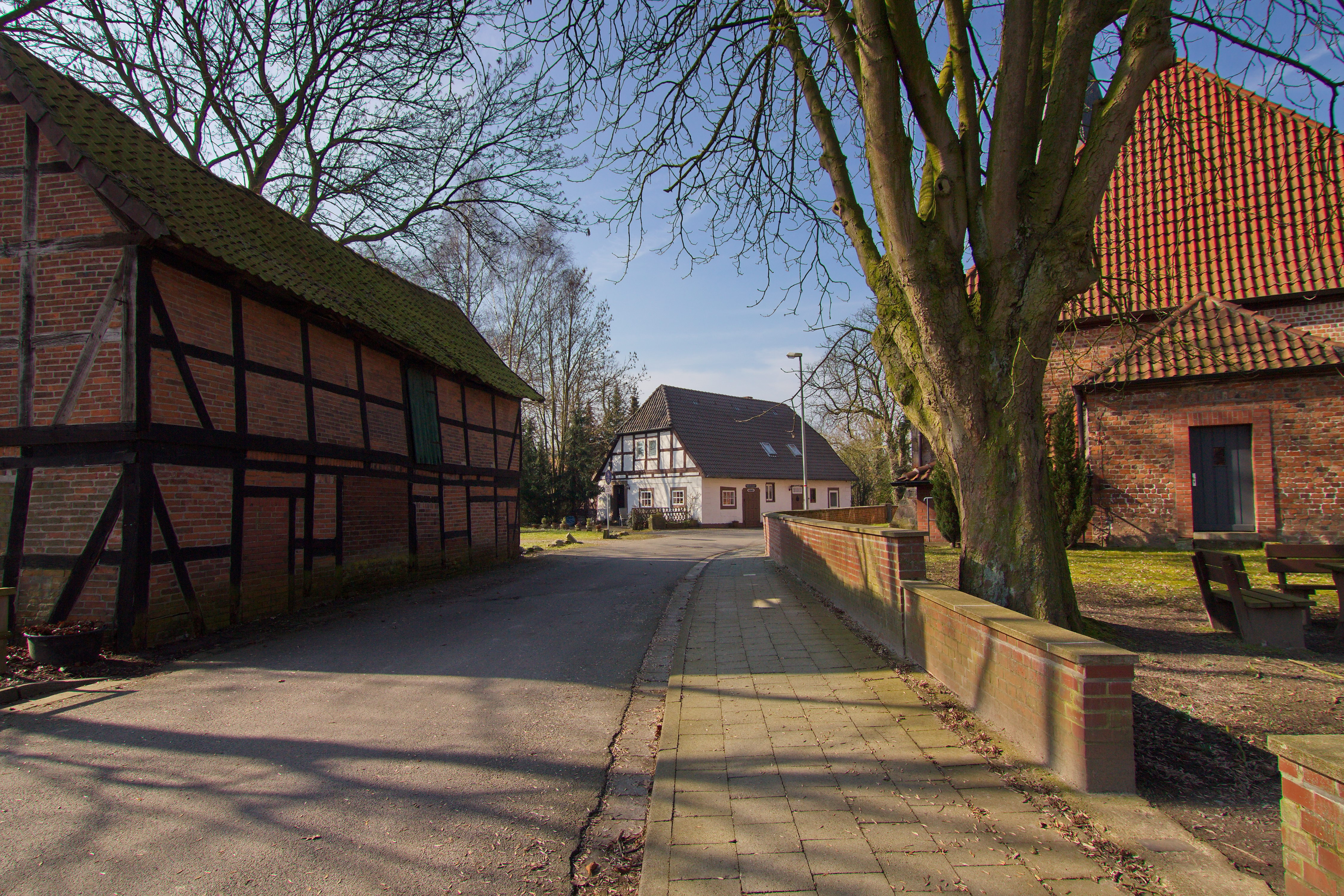
Ortsblick
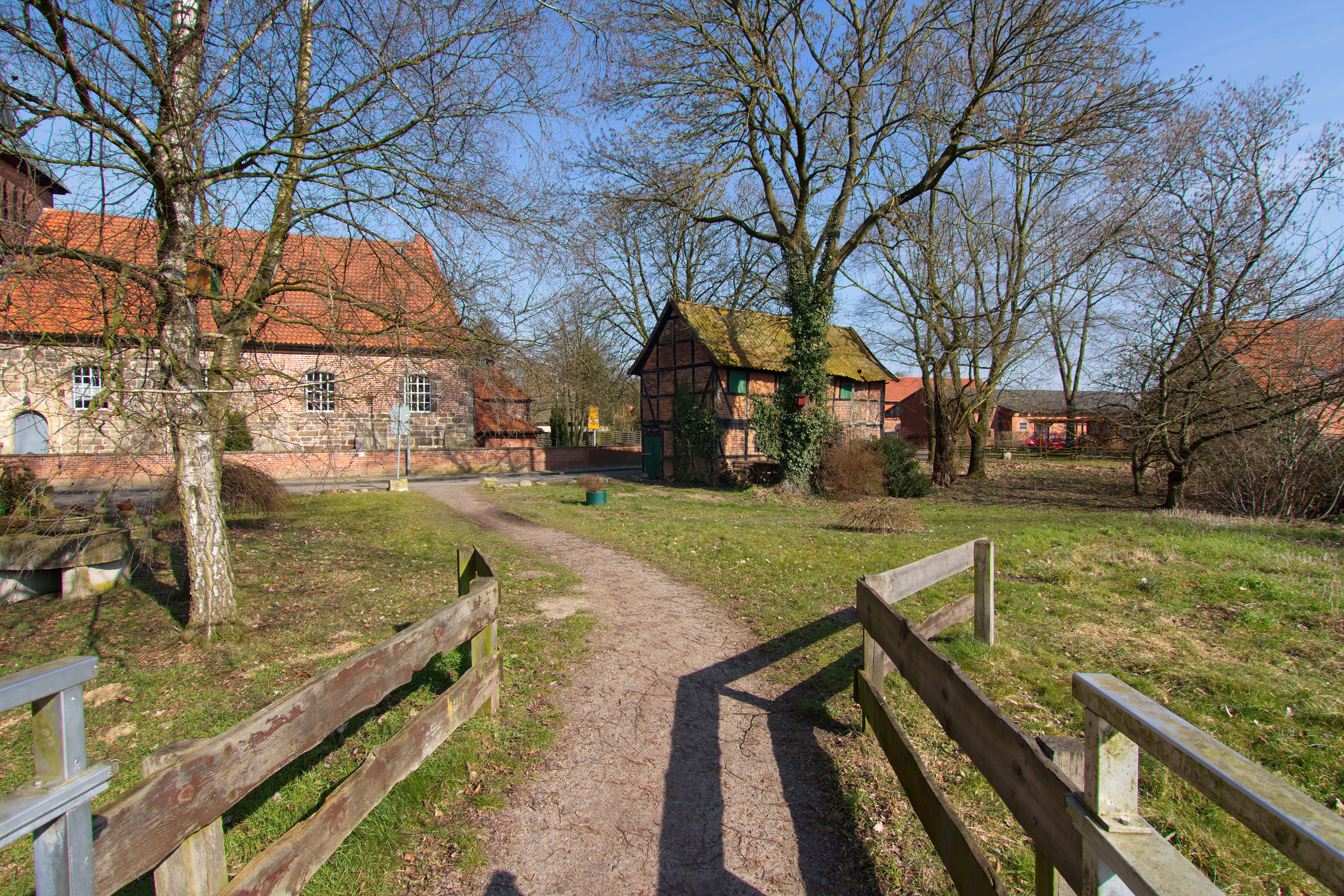
Blick von der Mühlbachbrücke

## Wirtschaft und Infrastruktur

### Öffentliche Einrichtungen
Der Brandschutz des Ortes wird von der Freiwilligen Feuerwehr Holtorf sichergestellt.

### Verkehr
Holtorf liegt direkt an der Bundesstraße 215, die von Verden (Aller) über Nienburg nach Minden führt. Die B 6 von Bremen nach Hannover verläuft südlich in 2 km Entfernung.

## Persönlichkeiten
- Barthold Nihus (1590–1657), römisch-katholischer Bischof